# Barylypa caroliniana
Barylypa caroliniana là một loài tò vò trong họ Ichneumonidae.